# Giri choco

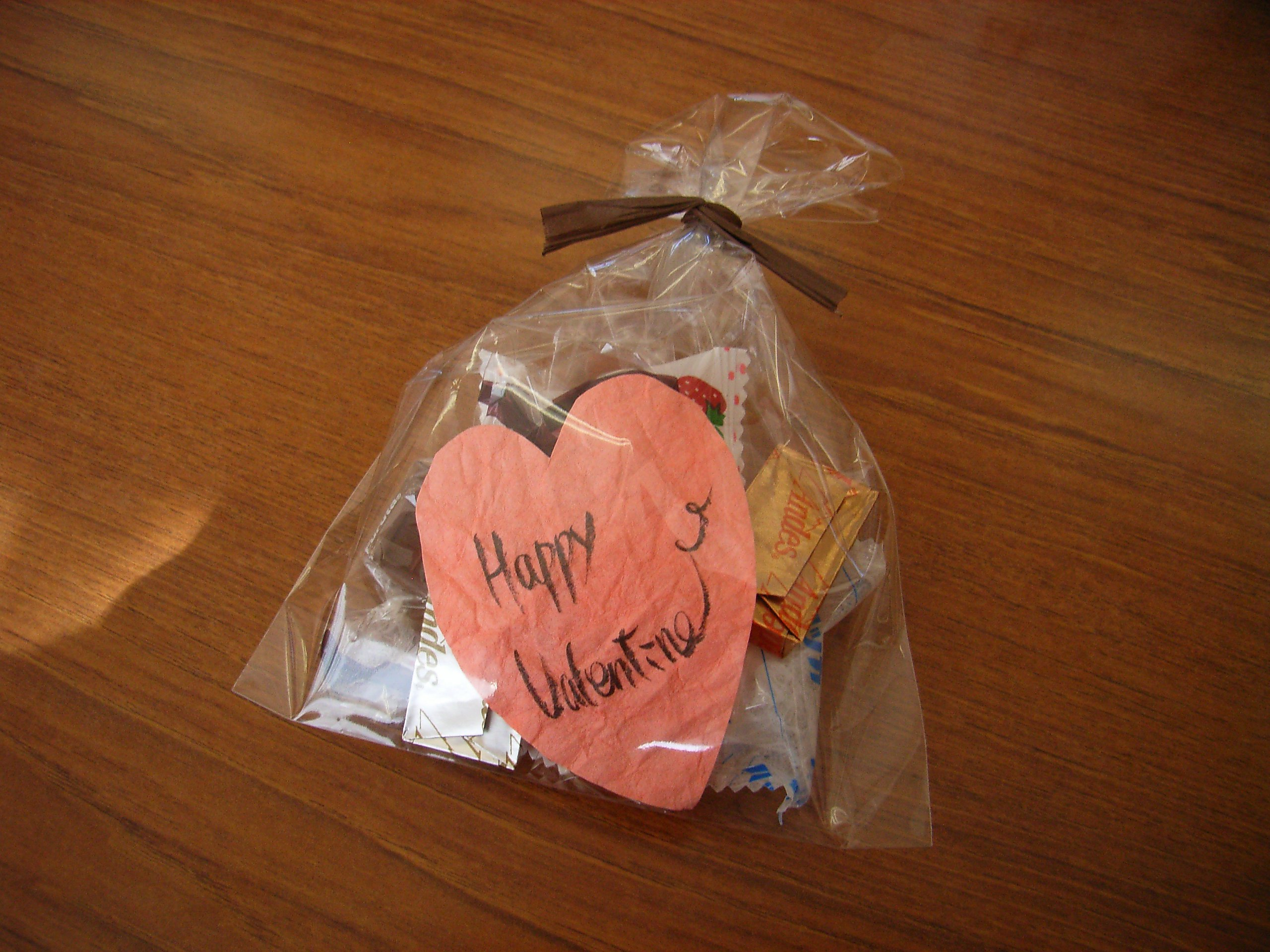
Una bolsa de giri-choco.

El giri choco (義理チョコ,?  literalmente ‘chocolate de compromiso’) es un tipo de chocolate relativamente barato que las mujeres japonesas dan el Día de San Valentín a los hombres que conocen pero con los que no tienen una relación afectiva: compañeros de trabajo, conocidos informales, etcétera. El giri choco es de menor calidad que el honmei choco, un chocolate más caro que las japonesas dan a sus parejas sentimentales.
Los hombres suelen corresponder dando a las mujeres chocolates y otros obsequios el White Day, celebrado el 14 de marzo.